# Разумовская, Софья Степановна
Графиня Софья Степановна Разумовская (урождённая Ушакова; 11 сентября 1746 — 26 сентября 1803) — фрейлина императорского двора, фрейлина Екатерины II (1768 — 1776), метресса императора Павла I, от которого имела сына Семёна, жена графа П. К. Разумовского.

## Биография
Дочь писателя Степана Фёдоровича Ушакова, новгородского, а потом петербургского губернатора и сенатора, и его жены Анны Семёновны Демьяновой. Анна Семёновна в свете имела скандальную репутацию. Она была в первом браке за Иваном Петровичем Бутурлиным, а когда в неё влюбился Ушаков, ушла от своего мужа и вышла за любовника, «публично содеяв любодейственный и противный церкви брак».
В первом браке Софья Степановна была замужем за генерал-майором Михаилом Петровичем Черторыжским (не княжеского рода), флигель-адъютантом Петра III. Венчание их было 19 января 1765 года в Петербурге в церкви Рождества Пресвятой Богородицы при Перспективе. Брак был недолгим, Черторыжский умер от чахотки и детей они не имели. При дворе Софья была известна своим щегольством, любовью к свету и ко всяким развлечениям и имела репутацию «маленькой метрессы».
Перед женитьбой великого князя Павла Петровича, когда у Екатерины II появились сомнения, «упрочит ли брак Цесаревича, вследствие слабости его здоровья, порядок престолонаследия в государстве, на Софию Степановну возложено было поручение испытать силу своих прелестей над сердцем великого князя». В 1772 году у неё родился сын Семён, которого императрица взяла к себе на воспитание.

## Второй брак
Вскоре после рождения сына Софья вышла вторым браком за графа Петра Кирилловича Разумовского, обер-камергера, второго сына гетмана. Французский дипломат Мари де Корберон в мае 1776 года записал в дневнике:
Мне сообщили, что граф Петр Разумовский собирается жениться на молодой вдове, которая была или продолжает быть любовницей великого князя, встречавшегося с нею у Панина. Отец его, фельдмаршал, очень противится этой женитьбе, а великий князь сделал уже свадебный подарок в 3000 рублей.

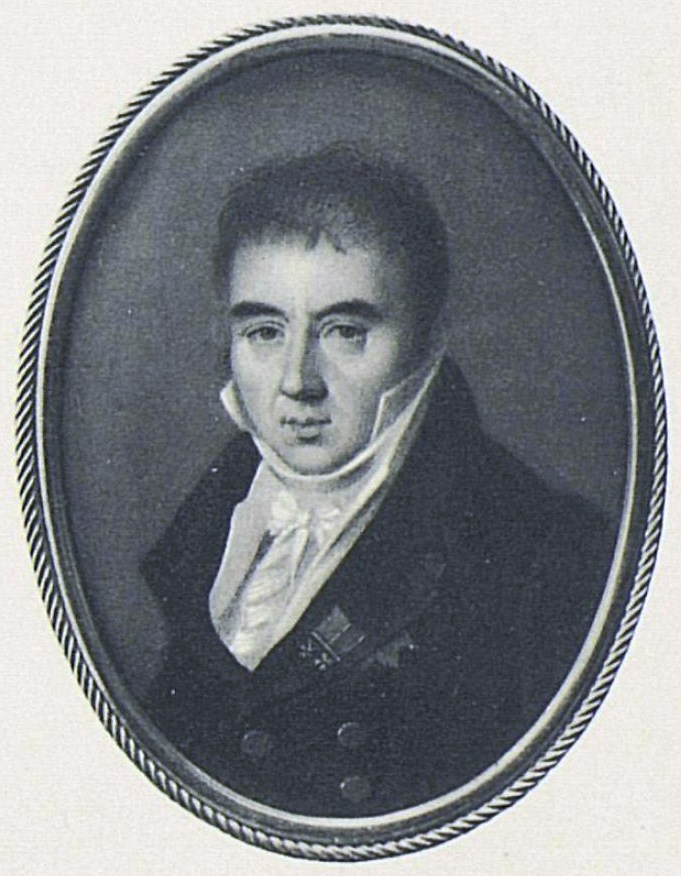
Граф Пётр Разумовский

Софья Степановна была на пять лет старше мужа, и граф Кирилл Григорьевич Разумовский был очень недоволен этою свадьбой, сильно недолюбливал свою невестку, которую называл «картуазною бабою», и упрекал её за расточительность. В этом, однако, она вполне подходила мужу, a своею нерешительностью и переменчивым характером была очень на него похожа; поэтому, вероятно, супруги нежно любили друг друга и жили очень дружно.
Брак их был бездетен; очень слабое здоровье и неизлечимая, по мнению старика-гетмана, болезнь графини (солитёр) требовали постоянного лечения, и графиня жила с мужем почти беспрерывно за границей: в Италии, Швейцарии, Голландии, а также в Париже и на юге Франции, в Монпелье, модном в то время курорте. Эта, по выражению гетмана, «цыганская жизнь» вызывала огромные траты и постоянные просьбы к отцу и свёкру о пособии.
По назначении графа Петра Кирилловича, при восшествии Павла I на престол, присутствующим в Сенат, Разумовские вернулись в Петербург и поселились на углу Набережной и Гагаринской улицы, в своём доме, который украсили множеством ценных вещей, купленных во Франции во время революции. Здесь графиня София Степановна скончалась от чахотки, вскоре по приезде в Россию, 26 сентября 1803 года.
Из оставленного ею завещания (от 28 ноября 1802 года) видно, что она была хотя и недалёкая женщина, но простодушная, добрая и религиозная и перед смертью постаралась привести свои дела в порядок, составив опись своим личным долгам, и назначив денежные выплаты своим людям, которых просила мужа отпустить на волю. Курьёзно при этом само распределение ею между близкими остающихся после неё вещей, «мои небольшие сокровища», как она выражается, в числе которых простодушно ею переименовываются образа и «Мадонна» Карло Дольчи.
Похоронена графиня С. С. Разумовская в Александро-Невской лавре, на Лазаревском кладбище, где ей воздвигнут оплакивавшим её мужем большой саркофаг из белого мрамора с головами медуз и плачущей женской фигурой; на памятнике высечена эпитафия:
Во мраке веры ты Спасителя любила,

Любила ближнего, порочных не судила,

Любила ты меня, любила всех людей,

Любовь к Спасителю был свет твоих путей.